# 三亚别样海源菌
三亚别样海源菌（学名：Aliidiomarina sanyensis）是别样海源菌属的下属物种。此物种是一种革兰氏阴性、好氧、运动性、不形成孢子、氧化酶阴性、过氧化氢酶阳性且六溴环十二烷同化的杆状细菌。此物种最早从中国三亚的海洋螺旋藻培养池中分离出来。